# Grand-Hallet
Grand-Hallet is een dorp in de Belgische provincie Luik en een deelgemeente van de stad Hannuit. Het was een zelfstandige gemeente tot het bij de fusie van 1977 toegevoegd werd aan de gemeente Hannuit.
Grand-Hallet ligt in het noordwesten van de gemeente Hannuit. De dorpskom ligt ten westen van de N64, de weg naar Tienen die over het grondgebied van de deelgemeente loopt. Grand-Hallet is een landbouwdorp in Droog-Haspengouw met nog veel akkerbouw en veeteelt.

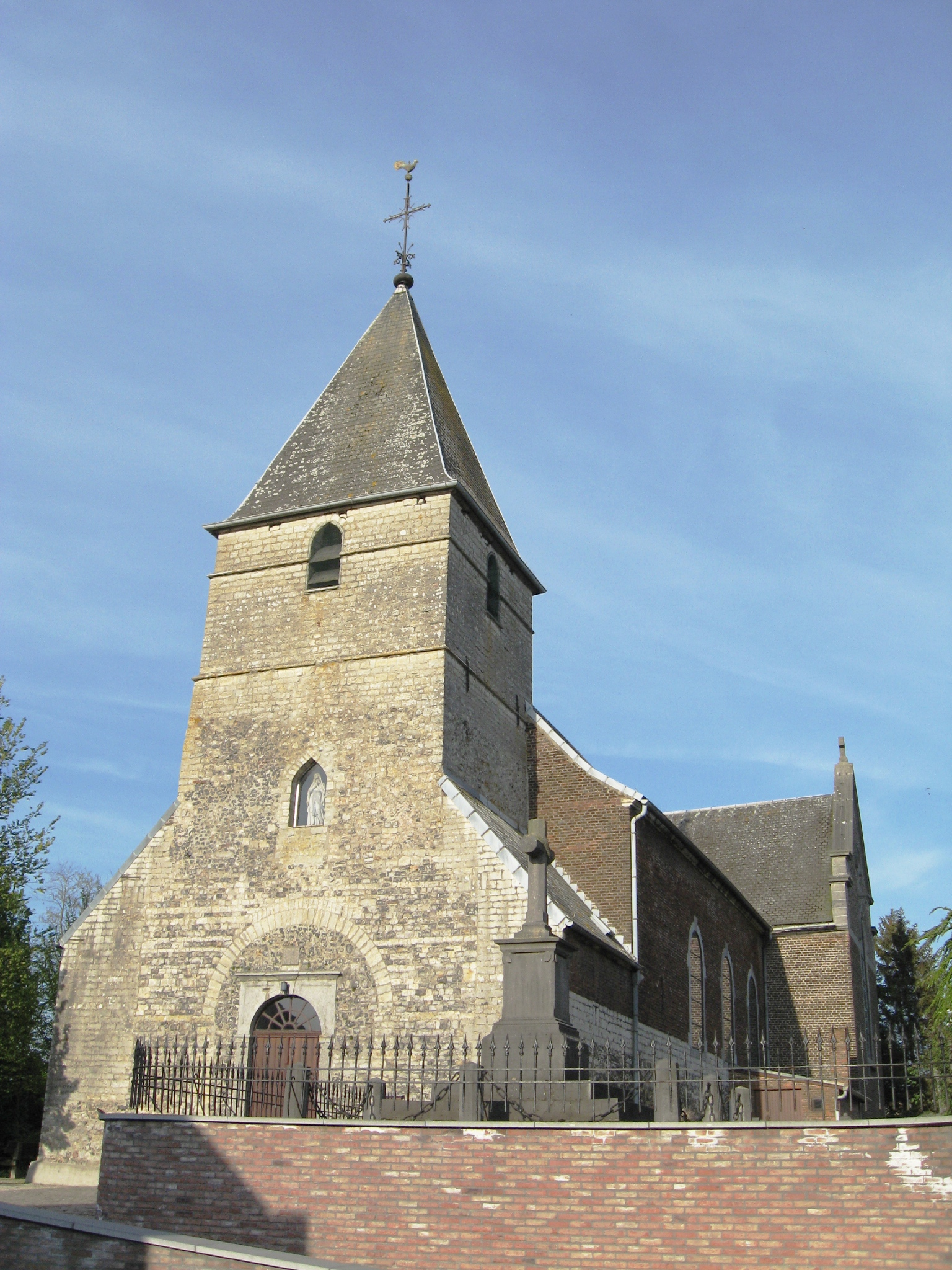
Sint-Blasiuskerk
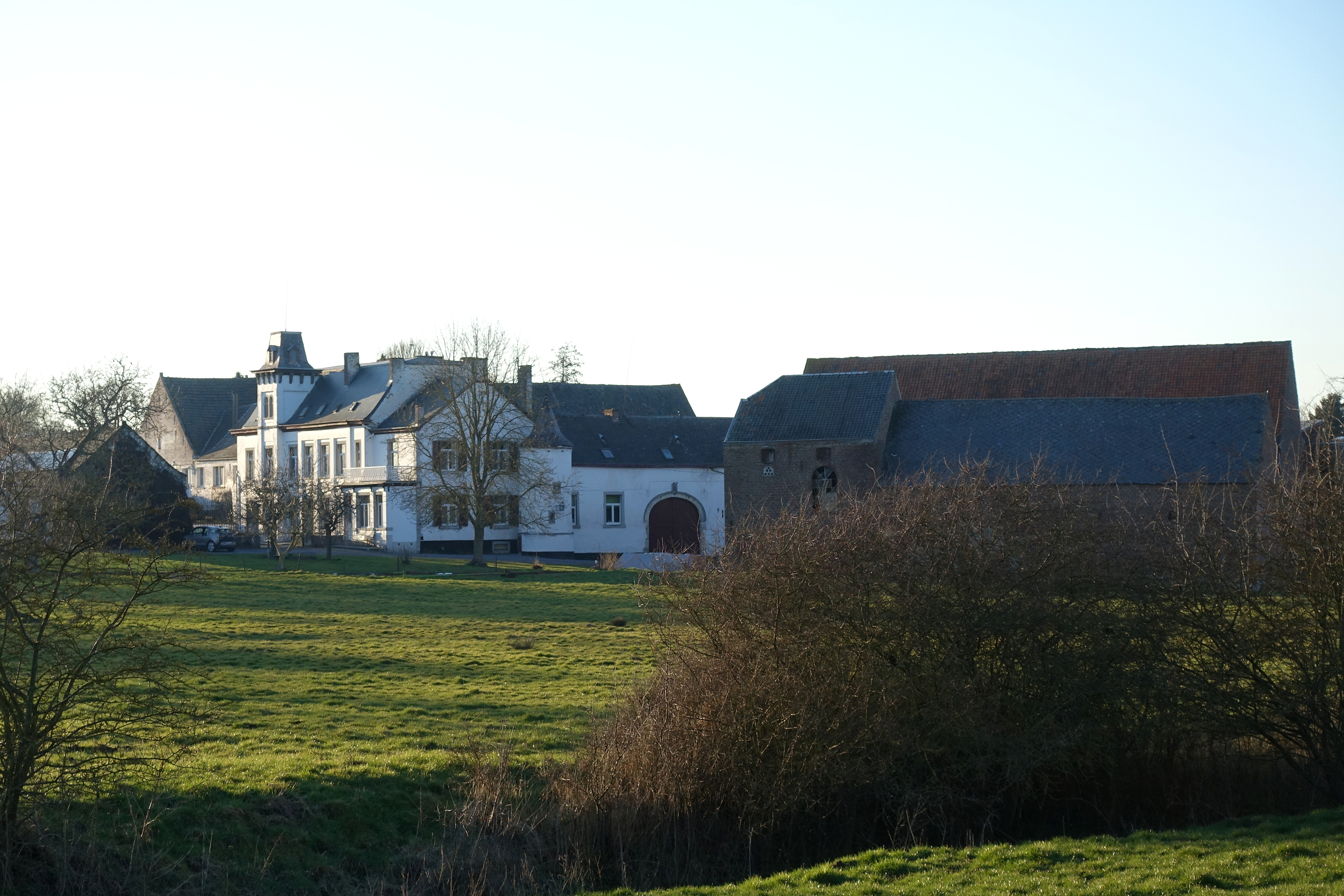
Vroegere hoeve Favart

## Geschiedenis
Vanaf de 9de eeuw maakte het dorp deel uit van het Graafschap Avernas. Na de opheffing ervan ging Grand-Hallet deel uitmaken van het baljuwschap Hannuit in het Hertogdom Brabant. Het dorp was deels in het bezit van het Kapittel van Sint-Lambertus te Luik en deels van de Abdij Maagdendaal van Oplinter.
Bij het ontstaan van de gemeenten in 1795 werd Grand-Hallet een zelfstandige gemeente. In 1965 werden de voormalige gemeenten Petit-Hallet en Wansin aangehecht maar in 1977 werden de drie dorpen allen deelgemeenten van Hannuit.

## Bezienswaardigheden
- De Moulin de Henri Fontaine, ook wel Nieuwe Molen (Neuf Moulin) genoemd, is een bovenslag watermolen aan de Ruisseau de Henri Fontaine, een zijtak van de Kleine Gete. De molen bestaat al sinds de 13de eeuw en werd een korenmolen in het begin van de 14de eeuw. Ze werd vernield in 1467 maar pas opnieuw opgebouwd in 1649. In 1869 werd er een nieuw metalen rad aangebracht. Tussen 1988 en 1992 werd de molen gerestaureerd en is ze terug maalvaardig gemaakt. In de molen is het Musée de la Boîte en Fer Blanc lithographiée gevestigd.
- De Sint-Blasiuskerk (Église Saint-Blaise) heeft een romaanse totren (begin 13e eeuw), een schip van 1762 en een neoclassicistisch transepr en koor van 1890-1891.
- In de dorpskom staan nog verscheidene gerestaureerde oude huizen die gebouwd werden in de mergel die in de plaatselijke groeve gedolven werd.

## Natuur en landschap
Grand-Hallet ligt aan de Ruisseau de Henri Fontaine. De hoogte aan de kerk is 101 meter.

## Demografie

### Demografische ontwikkeling voor de fusie
- Bronnen:NIS, Opm:1831 tot en met 1970=volkstellingen, 1976= inwoneraantal op 31 december

### Demografische ontwikkeling van de fusiegemeente
- Bronnen:NIS, Opm:1831 tot en met 1970=volkstellingen, 1976= inwoneraantal op 31 december

## Nabijgelegen kernen
Petit-Hallet, Lijsem, Avernas-le-Bauduin, Hannuit, Thisnes
Deelgemeenten: Abolens · Avernas-le-Bauduin · Avin · Bertrée · Blehen · Cras-Avernas · Crehen · Grand-Hallet · Hannuit · Lens-Saint-Remy · Merdorp · Moxhe · Petit-Hallet · Poucet · Thisnes · Truielingen · Villers-le-Peuplier · Wansin

Belgische gemeenten · arrondissement Borgworm · provincie Luik · Wallonië